# Sambava
Sambava é uma cidade do Norte de Madagáscar. Ela é a capital da região de Sava.
As cidades vizinhas são Vohemar e Antalaha. A proxima grande cidade é Antsiranana (Diego Suarez).

## Economia
Sambava e a região de Sava é a capital mundial da Baunilha.

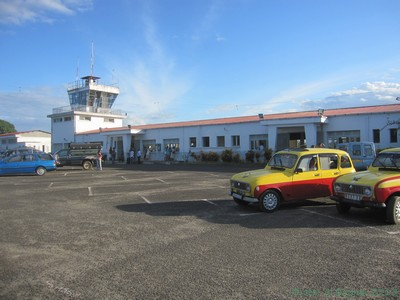
o aeroporto de Sambava
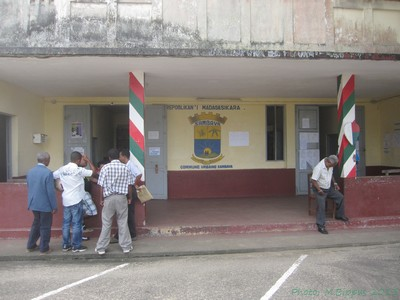
Prefeitura
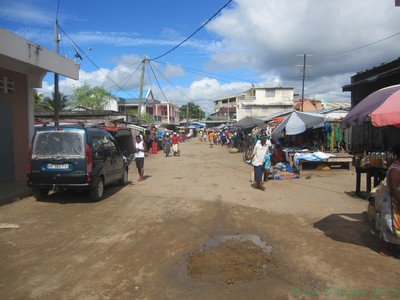
rua do mercado a Sambava

## Natureza
O Parque Nacional de Marojejy é perto de Sambava.